# 廣成
廣成（？—1764年），一作广恒，富察氏，諡溫勤，满洲镶黄旗人，清朝政治人物。

## 生平
乾隆年间，担任太僕寺少卿。乾隆十三年，任大理寺卿。乾隆十五年，任左副都御史。乾隆十六年，任正黃旗滿洲副都統。乾隆二十七年，任正黃旗蒙古都統。

## 家族
- 旺吉努 (五世祖)
- 萬濟哈 (四世祖)
- 哈什屯 (曾祖)
- 季爾塔巴 (曾叔祖)
- 米思翰 (祖)
- 馬斯喀、馬齊、馬武 (伯)
- 李榮保 (父)
- 富察皇后 (妹)
- 傅恆 (弟)
- 明興 (清朝)，山东巡抚；明亮 (清朝) (子)
- 福靈安、福隆安、福長安 (姪)
- 女婿：
  - 宗室斌寧，封奉恩镇国公，官至寧夏將軍。[8]
  - 宗室希普素。[9]
- 孙女-明興之女：多羅贝勒綿懿嫡夫人、已革豫亲王裕豐嫡福晋、奉恩镇国公永玉嫡妻、广州，荆州将军，奉恩辅国公慶怡嫡妻、[10]、宗室成綿嫡妻。[11]